# Франківка (Золотоніський район)
Франкі́вка — село в Україні, у Золотоніському районі Черкаської області. Входить до складу Чорнобаївської селищної громади.

## Історія
Під час німецької окупації у селі діяв партизанський загін, яким командував Д. С. Комашко.
У роки Другої світової війни на фронт пішли 200 жителів села, з них 100 загинули, за мужність і відвагу, виявлені в боях, 86 чоловік нагороджені орденами й медалями Радянського Союзу. Вшановуючи пам’ять загиблих, жителі села спорудили обеліск Слави.

## Населення

### Мовний склад
Рідна мова населення за даними перепису 2001 року:
| Мова       | Чисельність, осіб | Доля     |
| ---------- | ----------------- | -------- |
| Українська | 564               | 97,41 %  |
| Російська  | 15                | 2,59 %   |
| Разом      | 579               | 100,00 % |

## Відомі люди
- Васильченко Микола Семенович (* 1946) — заслужений працівник сільського господарства України (11.1995). Нагороджений орденами «За заслуги» ІІІ (11.2001), ІІ (11.2002), І (11.2009) ступенів. Герой України (з врученням ордена Держави, 12.11.2003 — за видатний особистий внесок в організацію та забезпечення одержання високих показників з виробництва сільськогосподарської продукції, багаторічну самовіддану працю).